# Bettina Bunge
Bettina Bunge, född 13 juni 1963 i Adliswil, Schweiz är en tysk högerhänt tidigare professionell tennisspelare.

## Tenniskarriären
Bettina Bunge spelade professionell tennis perioden 1978-89. Hon rankades som bäst på WTA-listan som nummer 6 (juni 1982). Hon vann totalt 4 singel- och 2 dubbeltitlar. 
Bettina Bunge är bekant för sina insatser i Federation Cup. Hon deltog i laget 1980-83, 1985, 1987 och 1989 bland andra tillsammans med Steffi Graf, Sylvia Hanika och Claudia Kohde-Kilsch. Hon spelade totalt 36 matcher för laget och vann 27 av dessa. Hon deltog i två världsfinaler (1982 mot USA och 1986 mot Tjeckoslovakien). Bettina Bunge noterade i Fed Cup segrar över spelare som Dianne Balestrat, Sue Barker och Evonne Goolagong. 

## Spelaren och personen
Bettina Bunge föddes i Schweiz som dotter till en tysk affärsman. Familjen flyttade till Peru, där Bunge blev juniormästare i åldersgruppen 13 år. Senare flyttade familjen till Miami, Florida. Hon har därefter flyttat till Monte Carlo, Monaco. Bunge talar tre språk flytande (engelska, spanska och tyska). 
Under karriärens senare del var Bunge mycket skadedrabbad (knä, fötter) och upphörde med tävlingstennis efter säsongen 1989. Hon arbetar numera med försäljning av sportartiklar. 

## Professionella titlar
- Singel
  - 1983 - Oakland
  - 1982 - German Open, Houston, Tokyo.
- Dubbel
  - 1987 - Belgiska öppna (med Manuela Maleeva)
  - 1986 - Tokyo [Pan Pacific] (med Steffi Graf)